# Dead Man's Walk (miniseries)
Dead Man's Walk es una película para la televisión del género western de Estados Unidos. Está protagonizada por David Arquette como Augustus McCrae y Jonny Lee Miller como Woodrow F. Call. Fue dirigida por Yves Simoneau. Es una adaptación de la segunda parte de la novela homónima escrita en 1995, por Larry McMurtry y es cronológicamente el tercer libro de Lonesome Dove series, pero es considerado como los primeros acontecimientos de la franquicia de Lonesome Dove. En esta precuela de Lonesome Dove, en 1840 en Texas, dos jóvenes formaron la unidad Texas Rangers, en una misión para anexionar Santa Fe. La serie fue a originalmente transmitida por ABC más de dos noches en mayo de 1996 y más tarde fue nominada para varios premios.

## Parcela

### Parte 1
La serie comienza en la República de Texas en 1842, cuando los guerreros comanches dirigidos por Buffalo Hump utilizan la luna llena para realizar redadas de esclavos en asentamientos en el norte de México. Woodrow Call y Augustus "Gus" McCrae son los jóvenes Rangers de Texas de un grupo más grande que se dirige al oeste para explorar una carretera desde San Antonio hasta El Paso. Encargado de vigilar el campamento durante la noche, un ebrio McCrae se aleja de la exploración y es perseguido y herido por Buffalo Hump. A la mañana siguiente, el grupo sufre una emboscada emboscado; dos del grupo son asesinados y uno herido. 
Tres meses más tarde en Austin, otro grupo más grande se reúne para arrebatar Santa Fe a los mexicanos como la expedición a Santa Fe. McCrae encuentra a Clara Forsythe en la tienda local y Call conoce a Maggie en el local de prostitutas. Las noticias de una asalto comanche llevan al grupo de los Rangers hacia el oeste sobre el río Brazos, donde les tienden una emboscada mientras descansan. Call dirige la única matanza del ataque del escuadrón de castigo, mientras que McCrae propone a Clara. Reincorporándose a la expedición, encuentran a Buffalo Hump otra vez y descubren (después de invitarle a negociar en su campamento) que fue su hijo el que murió a manos de Call.
La expedición comienza a romperse debido a la lentitud de las fuertes lluvias y muchos de los civiles optan por regresar a Austin. El terreno cada vez más rocoso de Comanchería también resultó problemático para los carros. Nuevamente se encuentran con los nativos que los acosan robando sus caballos y prendiendo fuego a las praderas. Ahora a pie, sin caballos y con suministros limitados, el grupo vuelve a dividirse sobre la recolección de alimentos y la forma de viajar para encontrar agua. McCrae, debilitado por el hambre y la sed, es perseguido en un sueño de Buffalo Hump montando un búfalo.

### Parte 2
Wallace, Call y McCrae son arrestados por la Milicia mexicana después de encontrarse en un remoto pueblo mexicano. En ruta hacia San Lazaro, el campamento es atacado por la noche por un oso pardo, permitiéndoles huir con rifles. En la oscuridad ellos reencuentran a sus compañeros, y en la mañana descubren un gran campamento de ejército mexicano cerca. Ahora calculando aproximadamente 30, debilitado por el hambre y con munición limitada, Colonel Cobb se introduce el campamento y se rinde a los mexicanos, pero no sin resistencia de Call quién ataca a Cobb y recibe 100 azotes como castigo.
El ejército acampa y se mueve con sus prisioneros a través de tierras apaches, donde pronto encuentran los cadáveres de sus generales y su séquito - incluyendo Cobb quién sobrevivió cegado y lisiado. Muchos del grupo no son aptos para el "paseo del hombre muerto" a través de tierras baldías y a través de "el gran seco", más aún después de que Cobb decida morir en un incendio de gloria, hiriendo a algunos de sus propios soldados en el proceso. Cuando viajan, las noches son cada vez más frías, aumentando el sufrimiento de los viajeros. Finalmente comienzan a atravesar el desierto, pero sus caballos pronto son robados por los unos canallas nativos de la región liderados por un Apache llamado Gomez. Sus números disminuyen a medida que se eliminan uno por uno, hasta que finalmente llegan al Río Bravo después de haber sobrevivido a la Jornada del Muerto.
Aquí los prisioneros son transferidos a un comandante francés a cargo de una tropa de lanceros y se le dice al deshonrado capitán mexicano que regrese a través del desierto a su puesto a pesar de los peligros. Pronto llegan a San Lazaro, una colonia de leprosos y los siete hombres sobrevivientes se ven obligados a seleccionar lotes para decidir quiénes entre ellos serán ejecutados por traición. También en la colonia hay un prisionero inglés, que pide viajar de regreso a Austin con ellos y se ofrece a proveer el viaje. En el camino de regreso, vuelven a viajar por Comanchería, pero pueden asustar al comanche con un aria, una serpiente y una espada. De vuelta a Austin, McCrae llama de nuevo a Clara, y las dos se besan mientras que Call les mira incómodamente.

## Reparto

### Reparto principal
- F. Murray Abraham como Caleb Cobb.
- Keith Carradine como Bigfoot Wallace.
- Patricia Childress como Matilda Jane.
- Brian Dennehy como el mayor Chevallier.
- Edward James Olmos como Capitán Salazar.
- Eric Schweig como Buffalo Hump.
- Harry Dean Stanton como Shadrach.
- David Arquette como Augustus McCrae.
- Jonny Lee Miller como Woodrow F. Call

### También protagonizada por
- Ray McKinnon como Long Bill Coleman.
- Jennifer Garner como Clara Forsythe.
- Tim Blake Nelson como Johnny Cartago.
- Alastair Duncan como Capitán Billy Falconer.
- Brad Greenquist como Kirker.
- Kieran Mulroney como Jimmy Tweed.
- Jared Rushton como Wesley Botones.

## Producción
El guion de la serie fue co-escrito por el autor Larry McMurtry y Diana Ossana, quién también había trabajado en otras partes del Lonesome Dove series, y más tarde pasó a escribir el guion de Brokeback Mountain.

## Recepción
Una crítica de Don Heckman en la edición del 11 de mayo de 1996 del L. A. Times afirmó que «el director Yves Simoneau hizo lo que pudo con un guion, de McMurtry y la productora Diana Ossana, que no permitía un gran desarrollo funcional del personaje».

## Premios
La serie y sus actores estuvieron nominados para varios premios:
- 1996 Premios Emmy : Nominado para Logro Individual Excepcional en Composición Musical para una Miniserie o un Especial, David Bell.
- 1996 Estrella Solitaria Película & Premios Televisivos: mejor televisión Teleplay, Larry McMurtry y Diana Ossana
- 1996 NCLR Premios Bravo : Edward James Olmos ganó por Desempeño Individual Destacado en Made for Television Movie o Mini-Series[2]

## Medios de comunicación de casa
Los vídeos de la serie se publicaron por primera vez en agosto de 1998 (ver portada).
Fue lanzado en la Región 1 en DVD el 23 de octubre de 2001.